# Louis-Nicolas Cabat
Pour les articles homonymes, voir Cabat.
Louis Nicolas Cabat, né le 6 décembre 1812 à Paris, où il est mort le 13 mars 1893, est un peintre et graveur français de l'École de Barbizon.

## Biographie
Élève de Camille Flers, Louis-Nicolas Cabat débute au Salon de 1833. Membre de l'Accademia di San Luca de Rome, il est élu membre de l'Académie des beaux-arts de l'Institut de France en 1867, et devient directeur de l'Académie de France à Rome de 1879 à 1884.
Il fut, en 1844-1845, le maître d'Eugène Fromentin, qui lui rend hommage dans Une année dans le Sahel.
Il peint des paysages du pays d'Othe, notamment dans le village et les environs de Bercenay-en-Othe où il réside.
En 1845-1846, il séjourne à Voreppe (Isère) ou il est retiré au couvent des Dominicains de Chalais, implanté sur cette commune. Louis Nicolas Cabat est tertiaire de l'ordre de Saint-Dominique.
Des œuvres datées et sa participation au Salon des amis des arts de Grenoble attestent de ce séjour en Isère.
En 1863, Cabat voyage en France et peint sur le motif avec ses amis Constant Troyon et Jules Dupré.
Il est enterré à Paris au cimetière du Montparnasse (division 6).
Marié à une petite-fille d'Antoine-François Bazin, il est le père d'Augustin Cabat, magistrat et homme de lettres.

## Salons et expositions
- 1845 : salon des amis des arts de Grenoble.
- 1987 : Louis Cabat (1812-1893) : toiles, dessins, eaux-fortes, du 11 juillet au 19 octobre 1987, Troyes, musée des Beaux-Arts[3].

## Œuvres
- Le Chemin de campagne, 1834, Gray (Haute-Saône), musée Baron-Martin.
- Dessin (Italie ?), 1837, Gray (Haute-Saône), musée Baron-Martin.
- Vue du couvent de Chalais, 1846, Toulouse, couvent de Rangueil.
- Ferme en Normandie, Nantes, musée d'Arts de Nantes[4].
- Ferme parmi les arbres, au bord d'une mare, à Étretat, 1857, dessin à l'encre brune, lavis gris, mine de plomb et plume, Paris, musée du Louvre (Inv. RF 15297)[5].
- Épisode de la vie de saint Dominique, musée de Grenoble (MG 127).
- La Route en forêt, musée des Beaux-Arts de Reims[6].
- Vue d’Ariccia, 1839, crayon graphite sur papier vélin, 27,3 x 44,8 cm, musée des Beaux-Arts d’Orléans[7].

Œuvres de Louis-Nicolas Cabat
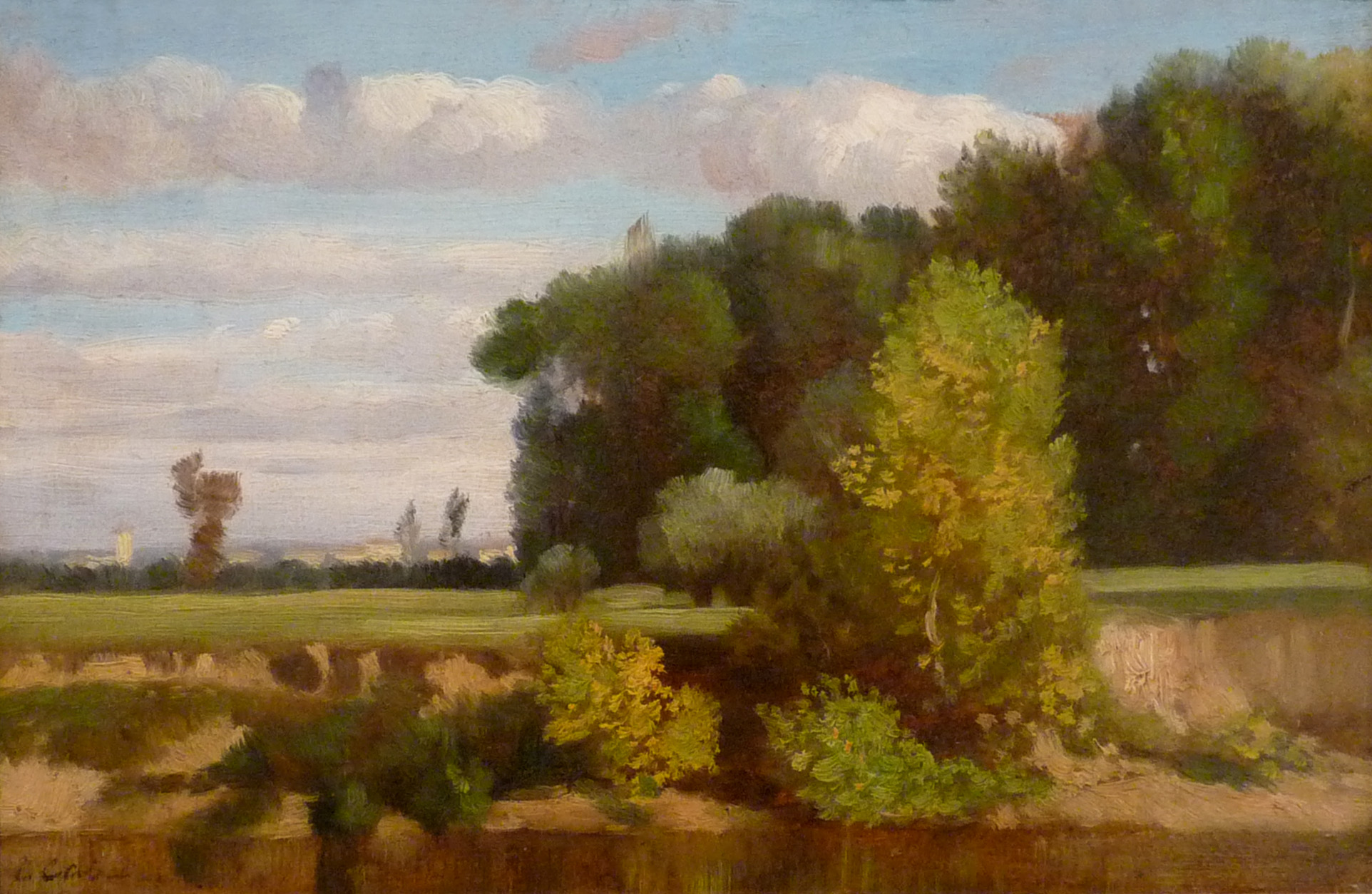
Paysage, musée des Beaux-Arts de Strasbourg.
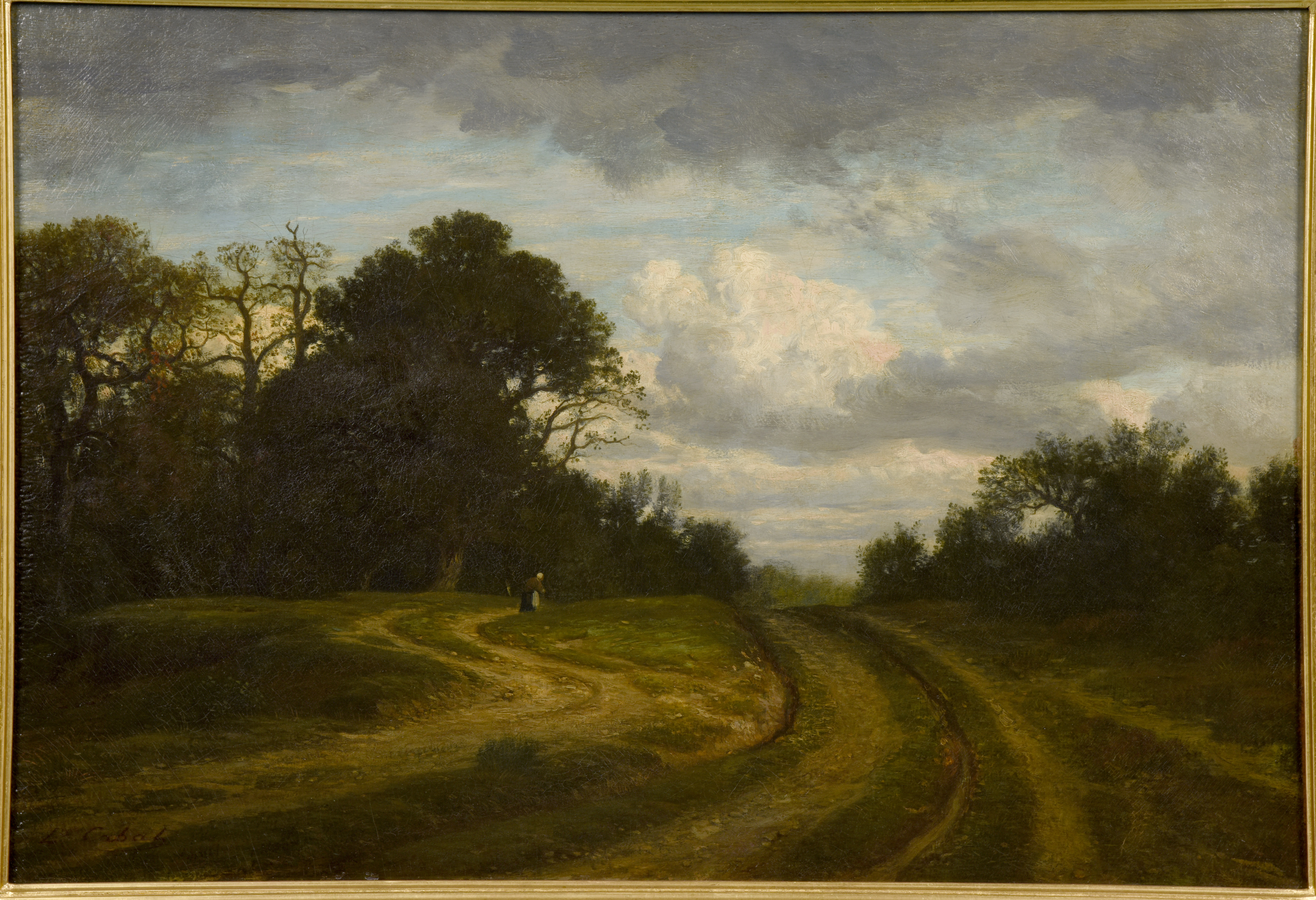
La Route en forêt, musée des Beaux-Arts de Reims.